# Ottelia exserta
Ottelia exserta är en dybladsväxtart som först beskrevs av Henry Nicholas Ridley, och fick sitt nu gällande namn av James Edgar Dandy. Ottelia exserta ingår i släktet Ottelia och familjen dybladsväxter. IUCN kategoriserar arten globalt som otillräckligt studerad. Inga underarter finns listade.